# Taedia deletica
Taedia deletica är en insektsart som först beskrevs av Reuter 1909.  Taedia deletica ingår i släktet Taedia och familjen ängsskinnbaggar. Inga underarter finns listade i Catalogue of Life.